# 近畿大学附属豊岡高等学校・中学校
近畿大学附属豊岡高等学校・中学校（きんきだいがくふぞくとよおかこうとうがっこう・ちゅうがっこう）は、兵庫県豊岡市にある近畿大学に附属する中学校・高等学校である。

## 沿革
高度経済成長期の高校入学希望者激増に対し、北但地区の進学対策協議会は昭和37年度の目標として公立高校の学級増と私立高校の誘致の2点を掲げて活動することになった。その年の秋、委員の一人が上田正一（当時、近畿大学法学部副手。のち学校法人弘徳学園理事長）から近畿大学附属高校の誘致の可能性を語られたことから事態は急展開し、昭和37年12月1日、豊岡市は「近代誘致委員会」を結成し近大に対し陳情運動を展開した。近大当局からは敷地提供等の条件提示がなされ、昭和38年7月17日の豊岡市議会で昭和39年4月開校に向けて近大附属高校の誘致を決議した。
- 1964年（昭和39年）近畿大学附属女子高等学校として開校
- 1987年（昭和62年）近畿大学附属豊岡高等学校に校名を変更。男女共学になる。
- 1996年（平成4年） 中学校開校
- 1999年（平成11年）中高一貫コース新設
- 2024年（令和6年）文部科学省より「DXハイスクール」に採択される（翌年度まで継続）[4]

## 概要
- 設置者 - 学校法人近畿大学
- 設置学科コース
  - 中学校
    - 中高一貫コース

  - 高等学校
    - 全日制普通科（中高一貫コース・特進コース）

## 学習
中学校・高等学校共に週6日制、50分7時間授業であり(現在は暫定的に授業時間は45分となっている。)、授業日数は年間235日以上と定められている。ちなみにかつては、夏季（4月~9月）と冬季(10月~3月)で始業時間が異なっていた。補習授業が設けられている場合もあるため、一般の公立高校・中学校より授業日数・授業時間とも多い。完全下校時刻は高校で19:00(22:00まで開放されているので残って勉強することができる)、中学校で18:00と定められている。また、他の学校とは違って職員室への立ち入りが許可されており、課題や授業でわからなかったところを質問することができる。また、大学入学共通テスト後も志望大学レベル別の二次試験対策の授業が行われることも特徴である。2023年2月より時間割が変更され始業時間が以前より35分遅くなった影響により、最終下校時刻が高校は19:30、中学は18:30に変更されている。

### 各コースの特徴
中高一貫コース・文理特進コースからほとんどの国公立大学合格者が輩出される。
かつては文理特進コースも進学探求コースにもそれぞれレベル別に2クラスの計4コースあり、細かなコースの違いがあった。現在ではレベル別の分け方は撤廃されており特進コースのみとなっている。　これについては学校長がYoutubeで説明している。
男女共学制に移行した際は実務コースと呼ばれるものもあった。

### 補習
放課後や休日に補習授業が設けられている。補習授業の科目や量は担任及び教科担当が決めるので、学年やコース、文系・理系によって様々だが、文理特進コースや中高一貫コースは補習授業が非常に多かった。しかし、現在では必須であった補習の参加も任意になったり、そもそも開講しない科目があったりと、全体的に縮小している。更に、不定期開催となり、生徒の成績は二極化しつつある。

## ICT教育
図書室等を含むほぼ全ての教室で黒板の代わりにホワイトボードが導入されており、それに投影できるプロジェクターが設置されている。
また、2019年からは生徒が一人一台、個人端末としてChromebookを購入し普段の授業などで利用している。また図書室でもChromebookの貸し出しを行っている。ChromebookのほかにもiPadの貸し出しも行われている。
教員には1人1台iPadが配布されており、プロジェクターに手元の画面を移しながら授業を行う場合もある。そのため、日差しが強い日など、画面が見えにくい日もある。良い点としては、黒板のあの「キィー」という音がならない点である。

## 入試
山陰地方のみならず、他府県からも通学生する生徒も多い。そのため高校入試は3ヶ所で行われる。高校入試の成績等によっては、進学探求コースを受験していても、文理特進コースに入学できることがあった。中学試験では面接があり、特待生制度を申請した場合は保護者と一緒に行う。また出願は全てWeb出願で行う。

## 特待生制度
入試の成績によって特待生制度を利用でき、授業料の一部(2分の1か4分の1)または、全部が免除される。これは出願時に申請が必要である。休学、退学又は除籍、及び学業成績が不良の場合は特待生の資格が喪失することがある。中学生は3年間資格が保証され、高校生は1年ごとに資格が更新される。

## 行事
月ごとに整理されたものが公式サイトに載っている。(中学生の行事予定、高校生の行事予定)
また行事によっては写真がFacebookやInstagram、さらにはYoutubeに掲載されている。ここでは代表的なものを詳細に記載する。
9月に文化祭がある。#文化祭参照。
そして2学期には体育祭がある。体育祭はコースや学年の壁を越えたブロックを決め、そのブロックで得点を競い合う。種目は基本的には中高生共に同じでブロック対抗リレー、クラス対抗リレー（これは得点に関係なく行われ、閉会式の表彰も分けて行われる。）、障害物競走、ムカデ競走、綱引き、大縄跳び、スプーン（ラケットにボールを乗せて運ぶ競技）、部活動対抗リレー、台風の目である。また、かつてはエアロビックパフォーマンス、スウェーデンリレー、騎馬戦、棒引きや組体操、男子寮生による近大節の披露が行われていた。特に近大節の披露は2017年ころまで行われていた。2021年度までは中学生は紅組と白組に分かれて行い、高校生と競技は一切しなかったが現在は中高関係無くチームが作られている。
2学期にはかつてロードレース（マラソン大会）があった。これは女子校時代から存在していた。これは高校男子は約10km,高校女子と中学生男子は約5km,中学生女子は約2.5km走り、そのタイムを競うものである。発送順としては、中学生女子、高校生女子、中学生男子、高校生男子で、高校生男子の発走はそれまでの参加者が全員完走等でコース上からいなくなってからの発走であった。上位入賞者には賞状とトロフィーが授与された。初期は平日に行い、午後からは通常通り授業が行われていたが、晩年は土曜日に行っていた。度々コースの変更があった。学校の周りの車通りが多くなり生徒の安全が保証できないため現在は行われていない。
1学期と3学期には球技大会が行われる。年によって違うが、基本的にはバレーボールやバスケットボールなどの屋内競技である。クラス対抗のことが多いが学年とコースで数チーム作ることもある。以前は1学期に中学生男子がサッカーをしたり、高校生男子がソフトボールを行っていたが、熱中症防止の観点から最近は行っていない。
遠足は4月と10月にある。4月は中1が、10月は中6高3がそれぞれ参加をしない。行き先が学年、年度によってばらばらであるが、但馬や隣の京丹後地域内であることが多い。また文化祭を意識した場所が設定されることが多く、学年によっては文化祭で学んだことを展示で発表したりバザーで食品を調理して出品したりすることがある。そして中3の10月は近畿大学東大阪キャンパス、中4の10月は医学部のある近畿大学狭山キャンパスと決まっている。(2019年現在)
研修旅行は2019年の段階では中学生が2月に東京、4月に高校生(中高一貫コース)がオーストラリアのケアンズ、高校生（進学・文理コース）が沖縄であった。ほかにも時代により行き先は異なる。中高一貫コースの高校生はシンガポールやマレーシアに行っていたこともある。また社会情勢によって行き先が変更したこともしばしばある。
また、3学期にはかるた大会と呼ばれるものが中高分かれて行われる。そのため日程も異なる。これは体育館で小倉百人一首をするものである。クラスの中でいくつか班を作成し、他のクラスの班と試合を行う。数試合行い、獲得枚数が一番多いチームが優勝である。そのため表彰は班単位で行われる。
そして合宿が学年ごとに年1回ある。2019年現在の情報ではあるが以下記述する。中1、高1は新入生合宿があり、親交を深める。中2は自然体験学習合宿があり、浜坂でウニの研究を行う。受精卵がプルテウス幼生になる過程を観察する。ほかにも様々なマリンアクティビティを行う。8月には中1、中2以外の全学年で勉強合宿を行う。神鍋高原やハチ北高原で行われる。9月には素行に問題がない成績上位者を対象としたトップ合宿があり、学年をまたいだ授業が行われる。1月には中４、高1を対象としたスキー合宿がある。他の合宿は2泊3日で行われるが、この合宿のみ1泊2日で行われる。季節上流行生感冒の影響で時期が延期されることがある。また近年では降雪量が原因によるスキー場が開かず、延期や中止になることもある。そして3月には近畿大学付属の各高校から選ばれた上位成績者が集う付属合同トップ合宿がある。こちらは瀬戸内海の島で行われる。また以前は校内合宿と呼ばれるものがあり、文字通り学校で合宿を行っていた。新型コロナウイルスの影響もあり、現在は行われていない。（2024年現在）

## 文化祭
但馬地域内最大規模であるこの文化祭は 近梅祭（きんばいさい）と呼ばれ、2021年までは6月の土曜・日曜の2日間行われていた。6月に実施されていた理由は、大学入試を控えた高3生・中6生の学習時間の確保のためである。現在では9月に行われる。近梅祭の由来は近畿大学の近と、学園花である梅を合わせたものである。
催し物は主に展示、バザー、演劇、ストリートの4つに分けられる。バザーはジュースやカレーなどの飲食物が販売され、年度により食べ物は異なるが、これまでにあったものとしてはラーメンやそば、串カツにピザやもっふる、回転焼きに大学芋やサーターアンダギー、ポップコーンに唐揚げにジャーマンポテト、焼き鳥、そして綿がしなどその種類は多岐にわたる。演劇は、隣接する豊岡短期大学のホールを借りて、照明や音響など本格的な機材を使って行われている。
初期は2年ごとに開催されており、新入生歓迎フェスティバルというものと交互に行われていた。以前は、警備上の理由からチケットを持った保護者や地域の子供しか参加できなかったが、2010年から2日目に一般公開が行われている。また過去には3日間行われていた時期もあり、3日目は保護者も一般の人も立ち入れず、生徒のみが文化祭に参加できた。

## キャンパス
4つの棟A,B,C,D棟がある。職員室はA,B,C棟にある。かつてはD棟にも職員室が置かれている時期があった。
教室はコースや学年ごとにA～D棟に校舎が分かれている。また現在はA棟が高校1、2年（中高一貫コース、特進コース）、B棟が高校3年（中高一貫コース）、C棟が中学1〜3年（中高一貫コース）、D棟が高校3年（特進コース）の教室となっている。
かつて果樹園だった山の斜面上、棟をまたぐと階数が変わるのも特徴的である。たとえば、A棟の3階はB棟の2階、D棟の3階そしてC棟と同じ高さである。A棟の2階はB棟の1階、D棟の2階と同じ高さである。またD棟4階にある武道場に行くにはD棟3階にある階段から行く以外方法はない。
にあるため
下駄箱はA,C,D棟に設置されている。またA,D棟の下駄箱は隣接している。
女子寮は校内の敷地に設置されており、体育館とD棟の間にある。男子寮は校門外の学校敷地内にある。寮についての詳細な記述は＃寮にある。ちなみに男子寮の隣には保護者の方が生徒を送迎する際に乗り降りするための場所がある。
公衆電話は体育館前に2台とA棟事務室前とC棟職員室付近にそれぞれ1台設置されている。全てテレホンカードに対応している。また、B棟にはトイレがなく、他の棟のトイレを使う必要がある。ただし、D棟3階にはトイレがないので注意が必要である。
C棟の隣には数寄屋造りの茶室があり、茶道部や筝曲部が部活で使用する。紅葉の頃合いになると部室からの眺望は見事なものである。
学食は隣接する豊岡短期大学のものと共通のものを使用する。2階建てであるが、2階部分を使用できるのは寮生のみとなっている。食券を買い、ラーメンやどんぶり、うどんや定食を食べることができる。また、売店でアイスやパン、即席カップめんなどが販売されているが、かつて中学生はこれらの即席カップ麺やパンを購入できなかった。だが、現在は高校生と同じように放課後の利用時に購入することができる。売店ではほかにも傘や文房具、制服や体育に使用する靴などが売られている。
A棟　
1階: 下駄箱、保健室、職員室、校長室、事務室、育友会室
2階: 高校1年生の教室、A1教室、会議室
3階: 高校3年生の教室、A2教室、進路指導室、GSルーム（音楽室）
B棟
1階: B1教室、調理教室、被服準備室、美術教室、理科室、B2教室
2階: 職員室、多目的教室、ACTルーム、情報教室、B3教室
C棟（1階建て）
下駄箱、職員室、書道教室、中等部それぞれ二組ずつの教室、茶室
D棟
1階:下駄箱
2階: 高校2年生の教室、受験指導室(駿台文庫の「青本」、教学社の「赤本」を貯蔵しており、貸し出しを行う。)
3階: 図書室
4階: 武道場

## 寮
- 遠方通学生のために男子寮・女子寮ともに設置されている。中学生から高3生まで同じ施設で寄宿する。
- 寮生は食堂で食事をとる。
- 寮内で花火をしてはいけない。

## 制服
制服はカッターシャツや靴下まで指定品である。

学校の創立50周年を記念して、制服が新しくなった。男子のブレザーとスラックス、女子のスカートは中学校・高校で共通のものである。そのため中高一貫の生徒はそのまま使うことができる。さらに2022年、制服が変更される。かつては指定されたものと異なるものを着用して登校した場合は略装許可願を提出し、生徒指導部の印が入った許可証を得る必要があったが、この慣習は風化しつつある。だが、近年ではその重要性が再確認され、校門前に校長、生活指導の先生が朝挨拶とともにチェックしており、そこで指摘されると書かなければいけない。（ただそんなに固くはない）ネクタイなど、目に付く物は届を書かなければならないが、校章やベルトなどは、忘れても書かない生徒が一定数いる現状がある。

### 男子
冬服　
濃紺のブレザー・スラックス・カッターシャツ・ネクタイ(高校は紺、中学校は水色)・靴下　・校章（全校生徒夏冬共通）
合服
冬服からブレザーを取り除いた服装
夏服
半袖シャツ(襟は、高校は前に紺のライン、中学校はサックス色)・グレーのスラックス

### 女子
冬服
濃紺のブレザー・濃紺のプリーツスカート・カッターシャツ・ネクタイ（高校は紺、中学校は水色のリボン）・靴下またはストッキング
合服
冬服からブレザーを取り除いた服装
夏服
半袖シャツ(襟は、高校は前に紺のライン、中学校はサックス色)・グレーのチェック柄のプリーツスカート

## 服装検査
- 月1回、服装や頭髪の検査がある。検査項目は、頭髪・適正な制服の着用などである。合格しない場合は、再度検査をうけて是正が認められる必要がある。しかし年々服装検査の頻度が少なくなり、現在は4月に1度だけ行われている。（2024年現在）また頭髪の校則が緩められたこともあり、脱色や染色、パーマ（縮毛矯正は除く）をしていない限り特に咎められることはない。校則には、本校の生徒としてふさわしいものとあり。

## 部活動

### 中学校（中等部）
- サッカー
- 剣道
- バレーボール
- 野球
- ダンス
- 書道
- 琴
- 英会話
- 自然科学
- 美術

### 高等学校（高等部）
- サッカー
- バレーボール
- 陸上競技
- なぎなた
- 剣道
- バスケットボール
- バレーボール
- 茶道
- 写真
- 美術
- 箏曲
- 放送部(放送班、音楽班(ほぼ軽音楽部))
- 演劇
- ダンス
- 自然科学

## 関連校
- 豊岡短期大学（同一敷地内にあり、一部の施設を共用している。学校法人弘徳学園が運営）
- 近畿大阪高等学校（通信制の高校。大阪市阪南市に2023年4月開設。学校法人弘徳学園が運営）
- 近畿大学附属高等学校・中学校（大阪府東大阪市）
- 近畿大学附属新宮高等学校・中学校（和歌山県新宮市）
- 近畿大学附属福岡高等学校（福岡県飯塚市）
- 近畿大学附属広島高等学校・中学校福山校（広島県福山市）
- 近畿大学附属広島高等学校・中学校東広島校（広島県東広島市）
- 近畿大学附属和歌山高等学校・中学校（和歌山県和歌山市）